# Radio atómico

Diagrama de un átomo de helio, mostrando la distribución de probabilidad de la situación de los electrones mediante un sombreado de color gris. La barra negra que se encuentra en el ángulo inferior izquierdo muestra la escala del dibujo:
1 Å (ángstrom) equivale a 100 pm (picómetros), que equivale a 100.000 fm (femtómetros).
En el centro se puede ver (fuera de escala) el núcleo del átomo, y en el extremo superior derecho se ve una ampliación del núcleo, con dos protones y dos neutrones.
La escala indica el tamaño de un fm (femtómetro).

El radio atómico identifica la distancia media entre dos núcleos de un mismo elemento enlazados entre sí y también se puede medir desde el núcleo hasta el último electrón. Por medio del radio atómico es posible determinar el tamaño del átomo.
Dependiendo de la definición, el término puede aplicarse a átomos en materia condensada, enlace covalente en moléculas, o en ionizado y estado excitado; y su valor puede obtenerse mediante mediciones experimentales o calcularse a partir de modelos teóricos. El valor del radio puede depender del estado y contexto del átomo.
Los electrones no tienen órbitas definidas ni tampoco rangos claramente definidos. Más bien, sus posiciones deben describirse como distribución de probabilidad que disminuyen gradualmente a medida que uno se aleja del núcleo, sin un límite agudo; estos se denominan orbitales atómicos o nubes de electrones. Además, en la materia condensada y las moléculas, las nubes de electrones de los átomos generalmente se superponen hasta cierto punto, y algunos de los electrones pueden vagar por una gran región que abarca dos o más átomos.
Según la mayoría de las definiciones, los radios de los átomos neutros aislados oscilan entre 30 y 300 pm (trillonésimas de metro), o entre 0,3 y 3 ångströms. Por lo tanto, el radio de un átomo es más de 10.000 veces el radio de su núcleo (1-10 fm), y menos de 1/1000 de la longitud de onda de la luz visible (400-700 nm).

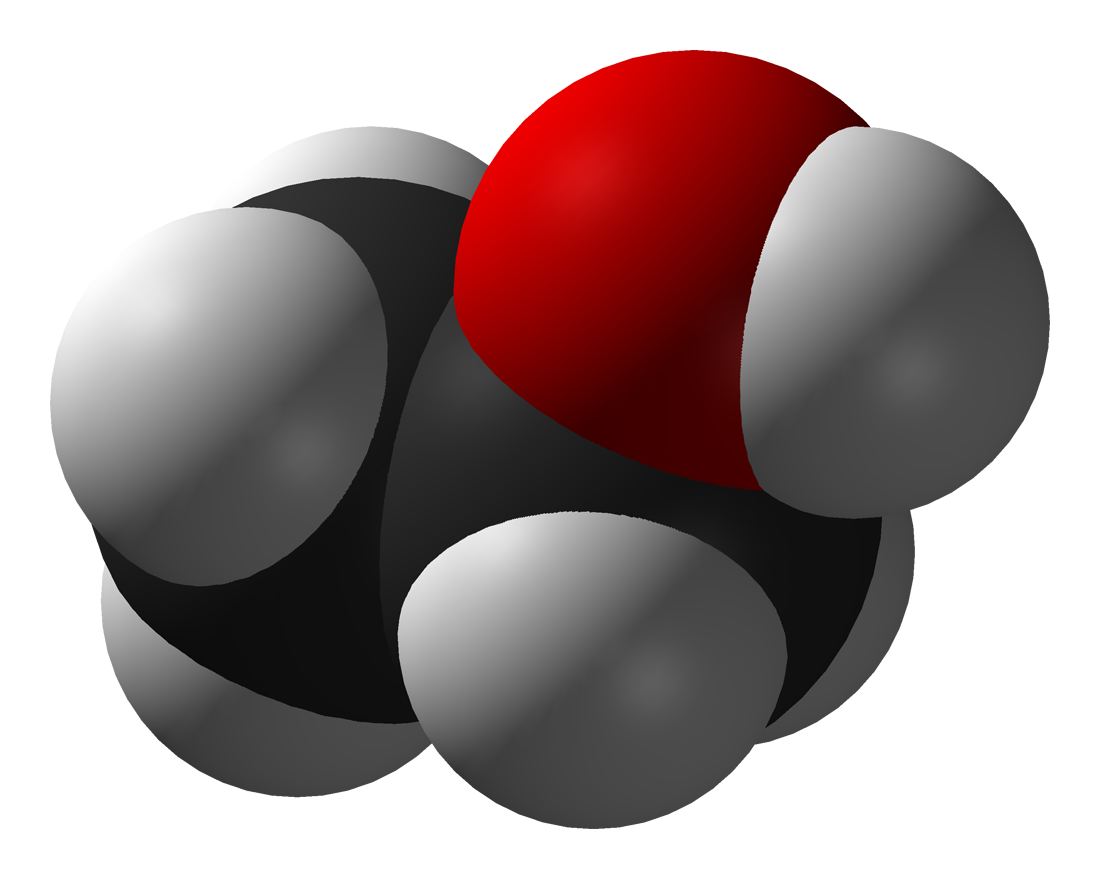
La forma aproximada de una molécula de etanol, CH_{3}CH_{2}OH. Cada átomo está modelado por una esfera con el radio de Van der Waals del elemento

Para muchos propósitos, los átomos pueden modelarse como esferas. Esto es sólo una aproximación burda, pero puede proporcionar explicaciones cuantitativas y predicciones para muchos fenómenos, tales como la densidad de líquidos y sólidos, la difusión de fluidos a través de  tamices moleculares, la disposición de los átomos y los iones en cristales, y el tamaño y forma de las moléculas.
En 1920, poco después de que ya era posible determinar los tamaños de los átomos utilizando la difracción de rayos X, se sugirió que todos los átomos de un mismo elemento tienen el mismo radio. Sin embargo, en 1923, cuando hubo más datos disponibles, se determinó que la aproximación de un átomo como una esfera no se mantiene necesariamente cuando se compara el mismo átomo en cristales con diferentes estructuras.

## Historia
En 1920, poco después de que fuera posible determinar los tamaños de los átomos mediante cristalografía de rayos X, se sugirió que todos los átomos de un mismo elemento tienen los mismos radios. Sin embargo, en 1923, cuando se dispuso de más datos sobre cristales, se descubrió que la aproximación de un átomo como una esfera no se mantiene necesariamente cuando se compara el mismo átomo en diferentes estructuras cristalinas.

## Definiciones

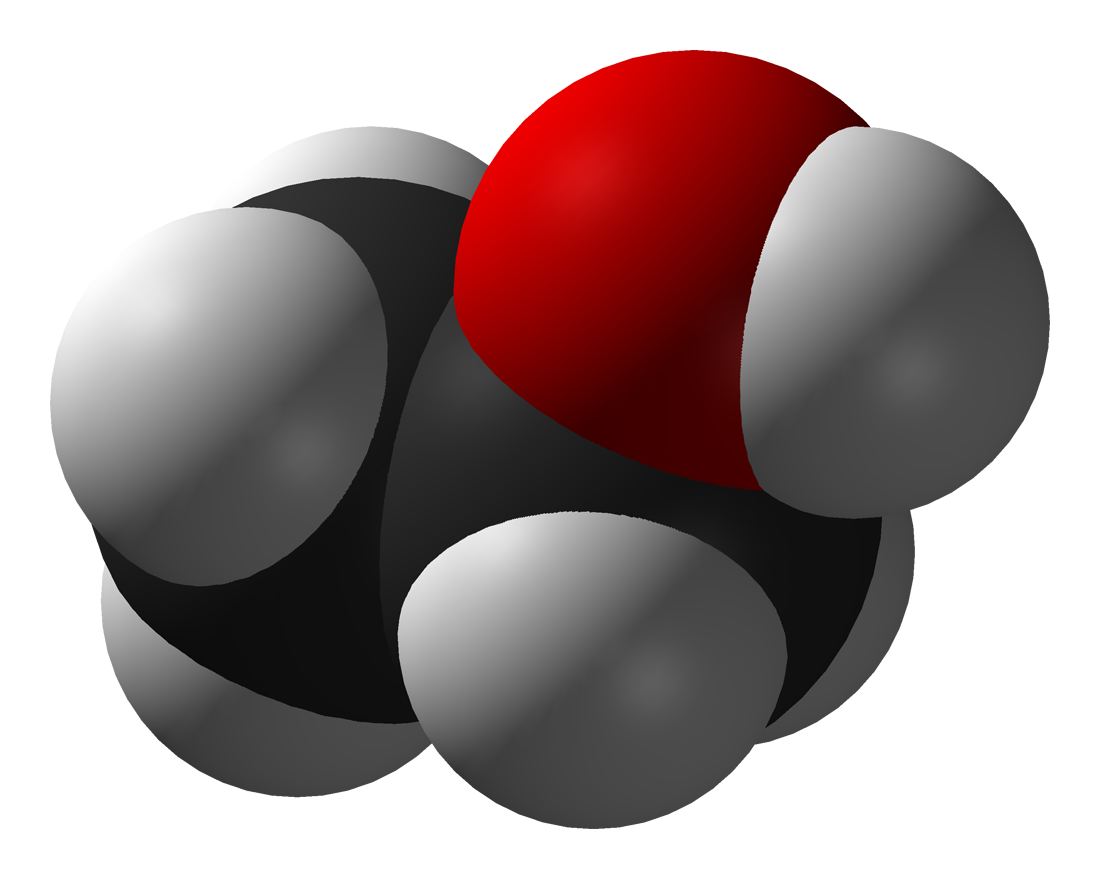
Forma aproximada de una molécula de etanol, CH_{3}CH_{2}OH. Cada átomo es representado por una esfera con el radio de Van der Waals correspondiente al elemento (código de colores usual: carbono en negro; oxígeno en rojo; hidrógeno en blanco).

Definiciones ampliamente usadas de radio atómico incluyen:
- Radio de Van der Waals: en principio, la mitad de la distancia mínima entre los núcleos de dos átomos del elemento que no están vinculados a la misma molécula.[7]
- Radio iónico: el radio nominal de los iones de un elemento en un estado de ionización específica, deducida a partir de la separación de los núcleos atómicos en sales cristalinas que incluyen el ion. En principio, la separación entre dos iones de carga opuesta adyacentes debe ser igual a la suma de sus radios iónicos.[7]
- Radio covalente: el radio nominal de los átomos de un elemento cuando tienen enlace covalente con otros átomos, como se deduce de la separación entre los núcleos atómicos en las moléculas. En principio, la distancia entre dos átomos que están unidos el uno al otro en una molécula (la longitud de ese enlace covalente) debe ser igual a la suma de sus radios covalentes.[7]
- Radio metálico: el radio nominal de átomos de un elemento cuando se unen a otros átomos por enlace metálico.[cita requerida]
- Radio de Bohr: el radio de la órbita del electrón de menor energía predicho por el modelo atómico de Bohr.[8][9] Es aplicable únicamente a los átomos e iones con un solo electrón, como el hidrógeno, helio simplemente ionizado, y positronio. Aunque el modelo en sí ya está obsoleto, el radio de Bohr para el átomo de hidrógeno se considera una constante física importante.

## Radio atómico medido empíricamente
La siguiente tabla muestra los radios covalentes medidos empíricamente para los elementos, según publicó J. C. Slater en 1964. Los valores están en picómetros (pm o 1×10&menos;12 m), con una precisión de unos 5 pm. El tono del recuadro va del rojo al amarillo a medida que aumenta el radio; el gris indica falta de datos.
| Grupo (columna) | 1      | 2      |    | 3      | 4      | 5      | 6      | 7      | 8      | 9      | 10     | 11     | 12     | 13     | 14     | 15     | 16     | 17     | 18 |  |
| Periodo (fila)  |        |        |    |        |        |        |        |        |        |        |        |        |        |        |        |        |        |        |    |  |
| 1               | H 25   |        |    |        |        |        |        |        |        |        |        |        |        |        |        |        |        |        | He |  |
| 2               | Li 145 | Be 105 |    |        |        |        |        |        |        |        |        |        |        | B 85   | C 70   | N 65   | O 60   | F 50   | Ne |  |
| 3               | Na 180 | Mg 150 |    |        |        |        |        |        |        |        |        |        |        | Al 125 | Si 110 | P 100  | S 100  | Cl 100 | Ar |  |
| 4               | K 220  | Ca 180 |    | Sc 160 | Ti 140 | V 135  | Cr 140 | Mn 140 | Fe 140 | Co 135 | Ni 135 | Cu 135 | Zn 135 | Ga 130 | Ge 125 | As 115 | Se 115 | Br 115 | Kr |  |
| 5               | Rb 235 | Sr 200 |    | Y 180  | Zr 155 | Nb 145 | Mo 145 | Tc 135 | Ru 130 | Rh 135 | Pd 140 | Ag 160 | Cd 155 | In 155 | Sn 145 | Sb 145 | Te 140 | I 140  | Xe |  |
| 6               | Cs 260 | Ba 215 | *  | Lu 175 | Hf 155 | Ta 145 | W 135  | Re 135 | Os 130 | Ir 135 | Pt 135 | Au 135 | Hg 150 | Tl 190 | Pb 180 | Bi 160 | Po 190 | At     | Rn |  |
| 7               | Fr     | Ra 215 | ** | Lr     | Rf     | Db     | Sg     | Bh     | Hs     | Mt     | Ds     | Rg     | Cn     | Nh     | Fl     | Mc     | Lv     | Ts     | Og |  |
|                 |        |        |    |        |        |        |        |        |        |        |        |        |        |        |        |        |        |        |    |  |
|                 |        |        | *  | La 195 | Ce 185 | Pr 185 | Nd 185 | Pm 185 | Sm 185 | Eu 185 | Gd 180 | Tb 175 | Dy 175 | Ho 175 | Er 175 | Tm 175 | Yb 175 |        |    |  |
|                 |        |        | ** | Ac 195 | Th 180 | Pa 180 | U 175  | Np 175 | Pu 175 | Am 175 | Cm     | Bk     | Cf     | Es     | Fm     | Md     | No     |        |    |  |
|                 |        |        |    |        |        |        |        |        |        |        |        |        |        |        |        |        |        |        |    |  |

## Propiedades
- En un mismo grupo, el radio atómico aumenta de arriba abajo con la cantidad de niveles de energía. Al ser mayor el nivel de energía, el radio atómico es mayor.
- En el mismo períodos, el radio atómico disminuye de izquierda a derecha, ya que, al ir hacia la derecha, el número atómico (Z) aumenta en una unidad al pasar de un elemento a otro, es decir, hay un aumento de carga nuclear por lo que los electrones son atraídos.
- El radio atómico puede ser covalente o metálico. La distancia entre núcleos de átomos "vecinos" en una molécula es la suma de sus radios covalentes, mientras que el radio metálico es la mitad de la distancia entre núcleos de átomos "vecinos" en cristales metálicos. Usualmente, por radio atómico se ha de entender radio covalente.

## Valores del radio atómico
En la tabla siguiente figuran los valores en ángstroms publicados por J. C. Slater, con una incertidumbre de 0.12 Å: 
| H 0,25     |            |         |          |         |          |         |          |         |         |         |         |             |         |           |         |           | He |
| Li 1,45    | Be 1,05    |         |          |         |          |         |          |         |         |         |         | B 0,85      | C 0,7   | N 0,65111 | O 0,6   | F 0,50111 | Ne |
| Na 1,80111 | Mg 1,50111 |         |          |         |          |         |          |         |         |         |         | Al 1,257111 | Si 1,12 | P 1       | S 1     | Cl 1      | Ar |
| K 2,2      | Ca 1,8     | Sc 1,6  | Ti 1,407 | V 1,35  | Cr 1,407 | Mn 1,45 | Fe 1,407 | Co 1,35 | Ni 1,35 | Cu 1,35 | Zn 1,35 | Ga 1,3      | Ge 1,25 | As 1,15   | Se 1,15 | Br 1,15   | Kr |
| Rb 2,35    | Sr 2       | Y 1,8   | Zr 1,55  | Nb 1,45 | Mo 1,45  | Tc 1,35 | Ru 1,3   | Rh 1,35 | Pd 1,4  | Ag 1,6  | Cd 1,55 | In 1,55     | Sn 1,45 | Sb 1,45   | Te 1,4  | I 1,4     | Xe |
| Cs 2,6     | Ba 2,15    | *       | Hf 1,55  | Ta 1,45 | W 1,35   | Re 1,35 | Os 1,3   | Ir 1,35 | Pt 1,35 | Au 1,35 | Hg 1,5  | Tl 1,9      | Pb 1,8  | Bi 1,6    | Po 1,9  | At        | Rn |
| Fr         | Ra 2,15    | **      | Rf       | Db      | Sg       | Bh      | Hs       | Mt      | Ds      | Rg      | Cn      | Nh          | Fl      | Mc        | Lv      | Ts        | Og |
| *          | La 1,95    | Ce 1,85 | Pr 1,85  | Nd 1,85 | Pm 1,85  | Sm 1,85 | Eu 1,85  | Gd 1,8  | Tb 1,75 | Dy 1,75 | Ho 1,75 | Er 1,75     | Tm 1,75 | Yb 1,75   | Lu 1,75 |           |    |
| **         | Ac 1,95    | Th 1,8  | Pa 1,8   | U 1,75  | Np 1,75  | Pu 1,75 | Am 1,75  | Cm      | Bk      | Cf      | Es      | Fm          | Md      | No        | Lr      |           |    |

## Explicación de las tendencias generales

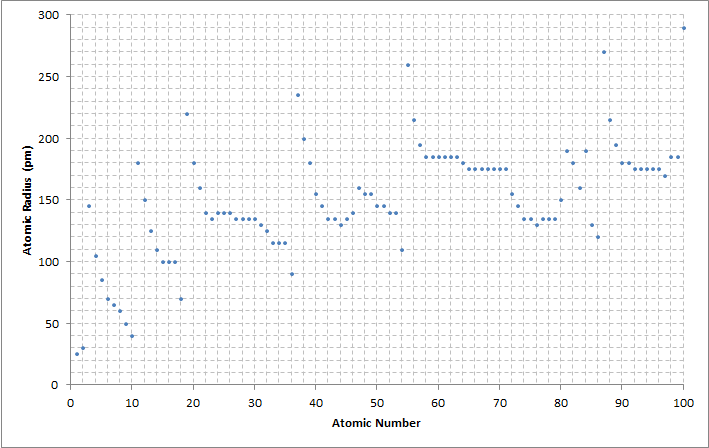
Gráfico que compara el radio atómico de elementos con números atómicos 1-100. Precisión de ±5 pm. Precisión de ±5 pm

La forma en que varía el radio atómico al aumentar el número atómico puede explicarse por la disposición de los electrones en capas de capacidad fija.  Las cáscaras se llenan generalmente en orden de radio creciente, ya que los electrones con cargada negativa son atraídos por los protones cargados positivamente en el núcleo.  A medida que aumenta el número atómico a lo largo de cada fila de la tabla periódica, los electrones adicionales van a parar a la misma capa más externa, cuyo radio se contrae gradualmente debido al aumento de la carga nuclear.  En un gas noble, la capa más externa está completamente llena; por lo tanto, el electrón adicional del siguiente metal alcalino irá a la siguiente capa externa, lo que explica el repentino aumento del radio atómico.
El aumento de la carga nuclear se contrarresta en parte con el aumento del número de electrones, fenómeno que se conoce como  efecto de apantallamiento; lo que explica por qué el tamaño de los átomos suele aumentar hacia abajo en cada columna. Sin embargo, hay una excepción notable, conocida como  contracción de los lantánidos: el bloque de elementos 5d es mucho más pequeño de lo que cabría esperar, debido al débil apantallamiento de los electrones 4f.
Esencialmente, el radio atómico disminuye a través de los periodos debido a un número creciente de protones. Por lo tanto, hay una mayor atracción entre los protones y los electrones porque las cargas opuestas se atraen, y más protones crean una carga más fuerte. La mayor atracción acerca los electrones a los protones, disminuyendo el tamaño de la partícula. Por tanto, el radio atómico disminuye. Abajo en los grupos, el radio atómico aumenta. Esto se debe a que hay más niveles de energía y, por tanto, una mayor distancia entre protones y electrones. Además, el apantallamiento de electrones hace que la atracción disminuya, por lo que los electrones restantes pueden alejarse más del núcleo cargado positivamente. Por lo tanto, el tamaño, o radio atómico, aumenta.
La siguiente tabla resume los principales fenómenos que influyen en el radio atómico de un elemento:
| factor                 | principio                                                                                                   | aumento con...                             | tienden a                                                   | efecto sobre radio            |
| ---------------------- | --- | ------------------------------------------ | ----------------------------------------------------------- | ----------------------------- |
| cáscaras de electrones | mecánica cuántica                                                                                           | números cuánticos principal y azimutal     | aumentan hacia abajo cada columna                           | aumenta el radio atómico      |
| carga nuclear          | fuerza atractiva que actúa sobre los electrones por los protones en el núcleo                               | número atómico                             | aumento a lo largo de cada periodo (de izquierda a derecha) | disminución del radio atómico |
| apantallamiento        | fuerza repulsiva que actúa sobre los electrones de la capa más externa por parte de los electrones internos | número de electrones en las capas internas | reduce el efecto de la carga nuclear                        | aumenta el radio atómico      |

### Contracción de lantánidos
Los electrones de la 4f-subcáscara, que se llena progresivamente desde el lantano (Z = 57) hasta el iterbio (Z = 70), no son particularmente eficaces a la hora de apantallar la creciente carga nuclear de las subcáscaras más alejadas. Los elementos que siguen inmediatamente a los lantánidos tienen radios atómicos más pequeños de lo que cabría esperar y que son casi idénticos a los radios atómicos de los elementos que están inmediatamente por encima de ellos. Por lo tanto, el lutecio es de hecho ligeramente más pequeño que el itrio, el hafnio tiene prácticamente el mismo radio atómico (y química) que el circonio, y el tantalio tiene un radio atómico similar al niobio, y así sucesivamente.  El efecto de la contracción de los lantánidos es perceptible hasta el platino (Z = 78), tras lo cual queda enmascarado por un  efecto relativista conocido como efecto del par inerte.[cita requerida]
Debido a la contracción de los lantánidos, se pueden extraer las 5 siguientes observaciones:
1. El tamaño de los iones Ln3+ disminuye regularmente con el número atómico. Según las reglas de Fajans, la disminución del tamaño de los iones Ln3+ aumenta el carácter covalente y disminuye el carácter básico entre los iones Ln3+ y OH- en Ln(OH)3, hasta el punto de que Yb(OH)3 y Lu(OH)3 pueden disolverse con dificultad en NaOH concentrado caliente. De ahí que se dé el orden de tamaño de Ln3+: 
 La3+ > Ce3+ > ..., ... > Lu3+.
2. Hay una disminución regular de sus radios iónicos.
3. Hay una disminución regular de su tendencia a actuar como agente reductor, con un aumento del número atómico.
4. La segunda y tercera fila de elementos de transición del bloque d tienen propiedades bastante parecidas.
5. En consecuencia, estos elementos aparecen juntos en los minerales naturales y son difíciles de separar.

### d-contracción en bloque
La contracción del bloque d es menos pronunciada que la de los lantánidos, pero se debe a una causa similar. En este caso, es la escasa capacidad de apantallamiento de los electrones 3d lo que afecta a los radios atómicos y a las químicas de los elementos que siguen inmediatamente a la primera fila de los metales de transición, desde el galio (Z= 31) hasta el bromo (Z= 35).